# Vatteville
Vatteville est une commune française située dans le département de l'Eure, en région Normandie.

## Géographie

### Localisation
| Poses (par un angle)                               | Amfreville-sous-les-Monts | Heuqueville             |
| Porte-de-Seine (comm. dél. de Tournedos-sur-Seine) | Vatteville                |                         |
|                                                    | Connelles                 | Daubeuf-près-Vatteville |

### Hydrographie
La commune est située dans le bassin Seine-Normandie. Elle est drainée par la Seine et divers autres petits cours d'eau,.
Deux plans d'eau complètent le réseau hydrographique : la mare Jumelle (0,05 ha) et les Deux Mares (0,03 ha),.

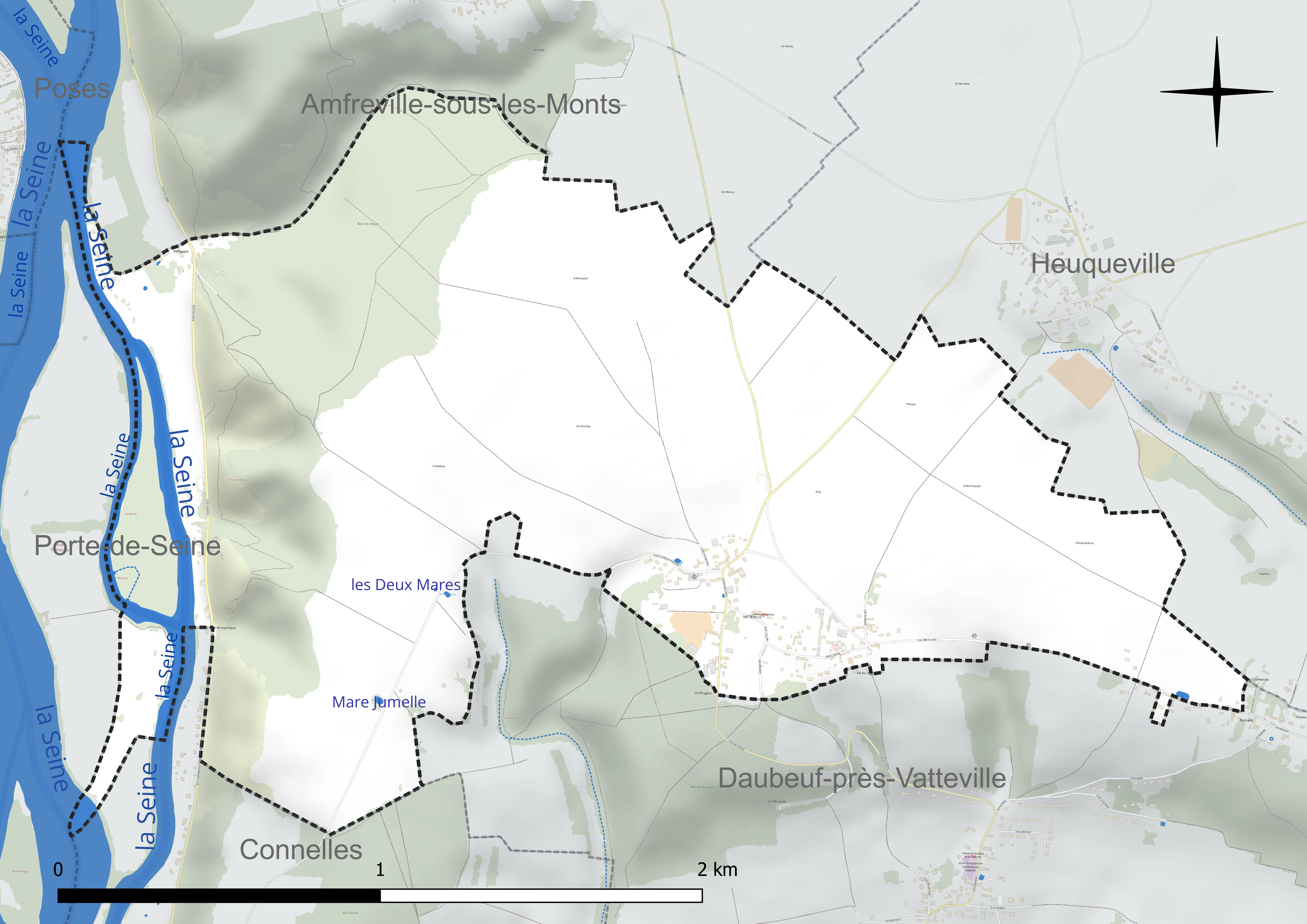
Réseau hydrographique de Vatteville.

### Climat
Pour des articles plus généraux, voir Climat de la Normandie et Climat de l'Eure.
En 2010, le climat de la commune est de type climat océanique dégradé des plaines du Centre et du Nord, selon une étude du CNRS s'appuyant sur une série de données couvrant la période 1971-2000. En 2020, Météo-France publie une typologie des climats de la France métropolitaine dans laquelle la commune est exposée à un climat océanique et est dans la région climatique  Côtes de la Manche orientale, caractérisée par un faible ensoleillement (1 550 h/an) ; forte humidité de l’air (plus de 20 h/jour avec humidité relative > 80 % en hiver), vents forts fréquents. Parallèlement le GIEC normand, un groupe régional d’experts sur le climat, différencie quant à lui, dans une étude de 2020, trois grands types de climats pour la région Normandie, nuancés à une échelle plus fine par les facteurs géographiques locaux. La commune est, selon ce zonage, exposée à un « climat des plateaux abrités », correspondant aux plaines agricoles de l’Eure, avec une pluviométrie beaucoup plus faible que dans la plaine de Caen en raison du double effet d’abri provoqué par les collines du Bocage normand et par celles qui s’étendent sur un axe du Pays d'Auge au Perche.
Pour la période 1971-2000, la température annuelle moyenne est de 10,5 °C, avec  une amplitude thermique annuelle de 14 °C. Le cumul annuel moyen de précipitations est de 761 mm, avec 11,9 jours de précipitations en janvier et 8,3 jours en juillet. Pour la période 1991-2020, la température moyenne annuelle observée sur la station météorologique la plus proche, située sur la commune de Muids à 6 km à vol d'oiseau, est de 12,0 °C et le cumul annuel moyen de précipitations est de 609,1 mm,. Pour l'avenir, les paramètres climatiques de la commune estimés pour 2050 selon différents scénarios d’émission de gaz à effet de serre sont consultables sur un site dédié publié par Météo-France en novembre 2022.

## Urbanisme

### Typologie
Au 1er janvier 2024, Vatteville est catégorisée commune rurale à habitat dispersé, selon la nouvelle grille communale de densité à 7 niveaux définie par l'Insee en 2022.
Elle est située hors unité urbaine. Par ailleurs la commune fait partie de l'aire d'attraction de Louviers, dont elle est une commune de la couronne,. Cette aire, qui regroupe 44 communes, est catégorisée dans les aires de 50 000 à moins de 200 000 habitants,.

### Occupation des sols

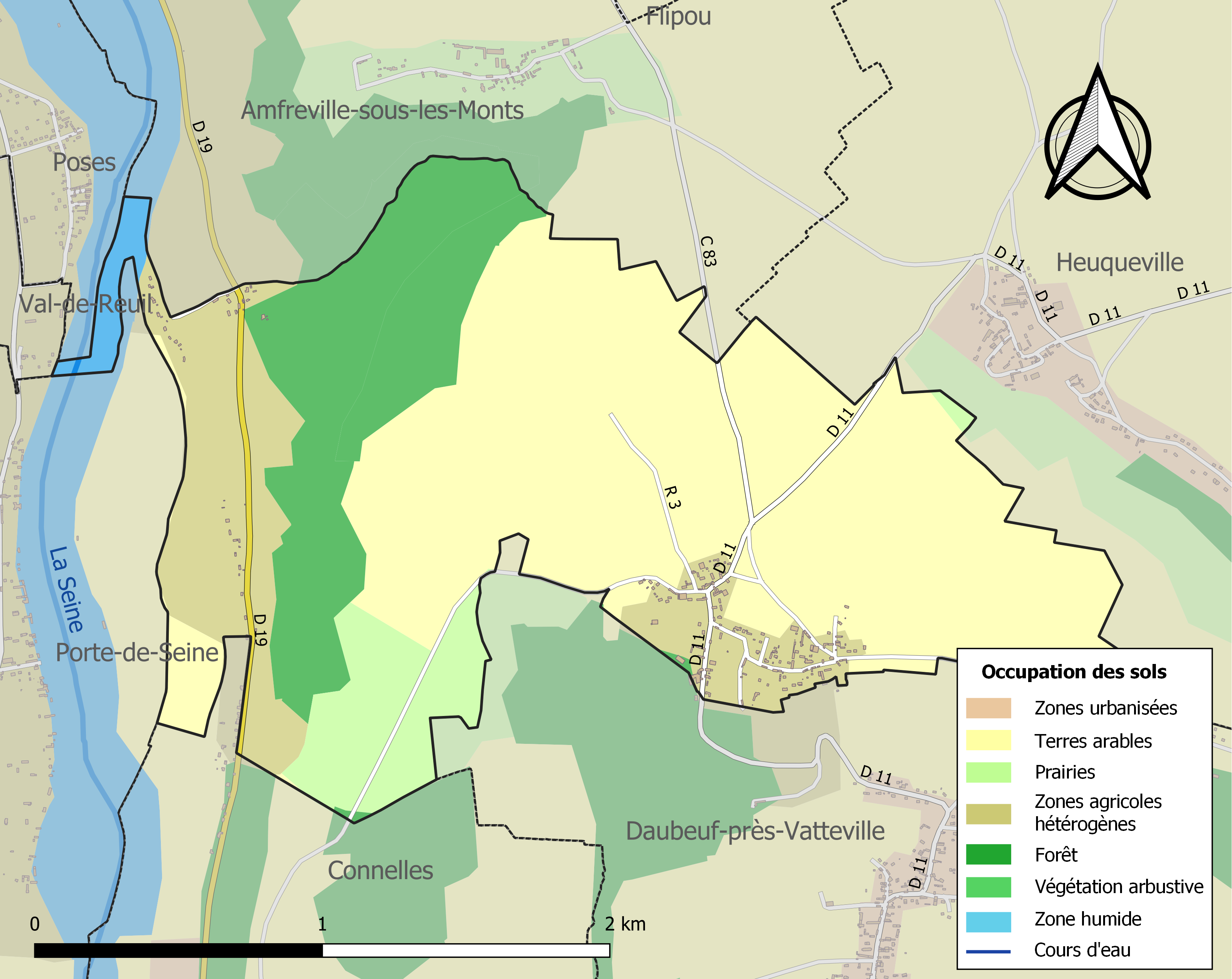
Carte des infrastructures et de l'occupation des sols de la commune en 2018 (CLC).

L'occupation des sols de la commune, telle qu'elle ressort de la base de données européenne d’occupation biophysique des sols Corine Land Cover (CLC), est marquée par l'importance des territoires agricoles (81,7 % en 2018), une proportion sensiblement équivalente à celle de 1990 (82,2 %). La répartition détaillée en 2018 est la suivante : 
terres arables (58 %), forêts (17,8 %), zones agricoles hétérogènes (16,2 %), prairies (7,4 %), eaux continentales (0,5 %).
L'IGN met par ailleurs à disposition un outil en ligne permettant de comparer l’évolution dans le temps de l’occupation des sols de la commune (ou de territoires à des échelles différentes). Plusieurs époques sont accessibles sous forme de cartes ou photos aériennes : la carte de Cassini (XVIIIe siècle), la carte d'état-major (1820-1866) et la période actuelle (1950 à aujourd'hui).

## Toponymie
Le nom de la localité est attesté sous les formes Wattiville vers 1031 (charte de Guill. d’Arques), Watevilla en 1086 (cartulaire de Saint-Wandrille), Wattevilla en 1183 (cartulaire de Jumiéges), Wactevilla en 1262 (cart. de Saint-Ouen), Vateville en 1336 (1er reg. de l’Échiquier), Vatteville le Cloutier en 1782 (Dict. des postes), Valleville en 1805 (Masson Saint-Amand), Vatteville-sur-les-Monts en 1828 (Louis Du Bois).
Il s'agit d'une formation toponymique médiévale en -ville au sens ancien de « domaine rural », dont le premier élément est vraisemblablement un anthroponyme selon le cas le plus fréquent,,. La plupart des toponymistes reconnaissent dans le premier élément Vatte-, le nom de personne francique Watto,,.
C'est sans doute le même personnage qui a donné son nom au port de Vatteport (Vateport 1616) sur le territoire de la même commune. Il s'agit là d'une paire toponymique comme c'est souvent le cas en Normandie (cf. Gatteville / Gattemare; Honnaville / Honfleur; Appeville / Aptot, etc.).
Il a aussi été proposé l'appellatif vieux norrois vatn « eau » pour expliquer le premier élément Vatte-. Cependant, il est peu probable qu'un appellatif roman ait été associé à l'appellatif scandinave vatn qui n'est pas formellement identifié dans la toponymie normande, d'autant plus que -ville est généralement associé à un nom de personne. En outre, il n'existe aucune trace d'un [n] dans les formes anciennes des différents Vatteville et Vattetot.
Homonymie avec Vatteville[-la-Rue] (Seine-Maritime, Watevilla vers 1025, Wativille 1032-1047),,.
Remarque : aucun de ces auteurs n'a émis l'hypothèse du nom de personne scandinave Hvati / Hvatr (vieux danois *Hwat[i]) et que l'on retrouve dans le composé vieux danois Gunhwat, alors qu'il convient aussi bien, et qu'on le reconnaît sans doute aussi dans les Vattetot, -tot représentant l'appellatif scandinave toft qui a pris de le sens de « domaine rural, ferme ». Les Vatteville et Vattetot sont tous situés dans la zone de diffusion de la toponymie norroise.

## Politique et administration
| Période                                  | Période              | Identité                   | Étiquette | Qualité                   |
| ---------------------------------------- | -------------------- | -------------------------- | --------- | ------------------------- |
| 2 décembre 1792                          | 25 vendémiaire an IV | Toussaint Le Roy           |           |                           |
| 26 vendémiaire an IV                     | 13 brumaire an VI    | Patrice Levavasseur        |           | cultivateur               |
| 14 brumaire an VI                        | 9 germinal an VI     | Toussaint Le Roy           |           |                           |
| 10 germinal an VI                        | 9 germinal an VII    | Patrice Levavasseur        |           | cultivateur               |
| 10 germinal an VII                       | vers an VIII         | Toussaint Le Roy           |           |                           |
| 1 floréal an VIII                        | vers 1821            | Patrice Levavasseur        |           | cultivateur, propriétaire |
| vers 1822                                | après 1829           | Jean-Baptiste Décorchemont |           | cultivateur, propriétaire |
| avant 1834                               | vers 1839            | Jean Amette                |           |                           |
| vers 1840                                | après 1843           | Jean Pierre Moisson        |           | instituteur               |
|                                          |                      | ...                        |           |                           |
| 1881                                     | 1904                 | Clérisse Accard            |           |                           |
|                                          |                      | ...                        |           |                           |
| avant 1981                               | ?                    | Lucien Boulangeot          |           |                           |
| mars 2001                                | En cours             | Laurent Legay              | DVD       | cadre                     |
| Les données manquantes sont à compléter. |                      |                            |           |                           |

## Démographie
| 1793 | 1800 | 1806 | 1821 | 1831 | 1836 | 1841 | 1846 | 1851 |
| ---- | ---- | ---- | ---- | ---- | ---- | ---- | ---- | ---- |
| 228  | 248  | 271  | 250  | 236  | 244  | 235  | 223  | 192  |

| 1856 | 1861 | 1866 | 1872 | 1876 | 1881 | 1886 | 1891 | 1896 |
| ---- | ---- | ---- | ---- | ---- | ---- | ---- | ---- | ---- |
| 194  | 197  | 183  | 180  | 164  | 160  | 163  | 138  | 128  |

| 1901 | 1906 | 1911 | 1921 | 1926 | 1931 | 1936 | 1946 | 1954 |
| ---- | ---- | ---- | ---- | ---- | ---- | ---- | ---- | ---- |
| 142  | 134  | 110  | 124  | 132  | 117  | 120  | 112  | 136  |

| 1962 | 1968 | 1975 | 1982 | 1990 | 1999 | 2005 | 2006 | 2010 |
| ---- | ---- | ---- | ---- | ---- | ---- | ---- | ---- | ---- |
| 145  | 140  | 110  | 144  | 166  | 160  | 173  | 175  | 195  |

| 2015 | 2020 | 2022 | - | - | - | - | - | - |
| ---- | ---- | ---- | - | - | - | - | - | - |
| 185  | 176  | 177  | - | - | - | - | - | - |

## Culture locale et patrimoine

### Lieux et monuments
- Église Saint-Sulpice[28] du XIIIe siècle, dotée d'un retable imposant en bois doré.
- Manoir[29] du XVIIe siècle.

### Patrimoine naturel
Site inscrit
- Les falaises de l'Andelle et de la Seine  Site inscrit (1981)[30].

### Personnalités liées à la commune
- François Jacques Dominique Massieu, né à Vatteville le 4 août 1832, mort à Paris le 5 février 1896, mathématicien et physicien français.

### Cartes
1. 1 2  « Réseau hydrographique de Vatteville » sur Géoportail (consulté le 16 avril 2025).